# Тузи (Чувашия)
 Тузи́ (чув. Туҫи) — деревня в Мариинско-Посадском муниципальном округе Чувашской Республики. Входила с 2004 до 2023 гг в состав Аксаринского сельского поселения. С 2023 года входит в Аксаринский территориальный отдел.

## География
Находится в северо-восточной части Чувашии, на расстоянии приблизительно 27 км на юг-юго-восток от районного центра города Мариинский Посад на левом берегу реки Кинерка.

## История
Образована в 1933 в связи с организацией колхоза «Восход». В 1939 году было учтено 256 жителей, в 1979—122. В 2002 году было 28 дворов, 2010 — 14 домохозяйств.

## Население
Постоянное население составляло 48 человек (чуваши 98 %) в 2002 году, 21 в 2010.